# The Soulmen
The Soulmen byla slovenská rocková kapela. Založil ji Dežo Ursiny v roce 1966, když odmítl s ostatními členy skupiny The Beatmen emigrovat a vrátil se do Československa. Skupina získala 1. cenu na 1. československém beatovém festivalu v Praze v roce 1967. Pak absolvovala první zahraniční turné v Maďarsku. Kromě pravidelné koncertní činnosti nahráli The Soulmen jednu EP desku. Tvorba skupiny byla ovlivněna skupinou Cream.

Skladby The Soulmen byly použity ve filmu Jana Hřebejka Pelíšky.

## Obsazení
- Dežo Ursiny – kytara, zpěv
- Fedor Frešo – basová kytara, zpěv
- Vlado Mallý – bicí, zpěv

## Diskografie
- 1968: Wake Up/A Sample of Happiness/Baby Do Not Cry/I Wish I Were (EP, Panton)